# Новолокти (Новосибірська область)
Новолокти (рос. Новолокти) — село в Іскітимському районі Новосибірської області Російської Федерації.
Входить до складу муніципального утворення Гільовська сільрада. Населення становить 633 особи (2010).

## Історія
Згідно із законом від 2 червня 2004 року органом місцевого самоврядування є Гільовська сільрада.

## Населення
| 2002 | 2007 | 2010 |
| ---- | ---- | ---- |
| 797  | ↗926 | ↘633 |